# サウス・イーリング駅
サウス・イーリング駅（サウス・イーリングえき、英語: South Ealing station）は、ロンドン、サウス・イーリングにあるロンドン地下鉄の鉄道駅である。ピカデリー線（ヒースロー支線）の列車が発着する。
この駅はトラベルカード・ゾーン3に属する。

## 駅構造
2面4線の相対式ホームを持つ地上駅。
ホームは東西方向に伸びており、都心方面の東行きの列車は東を先頭に、郊外方向の西行きは西を先頭にして発着する。駅舎は駅の上をまたぐ道路に面する橋上駅舎である。
当駅はピカデリー線のみ乗り入れている駅である。駅は空港方面とロンドン中心部方面でそれぞれ2線ずつある。アクトン・タウン駅方面の1線は明け方と深夜のみの利用となっており、雑草が生えてる。
- 1番線、2番線は、ロンドン中心部に向かう路線が走っている。
  - 1番線はおもに、始発や終電間際のみ走っており、平日の昼間などは走っていない。
  - 2番線は中心部に向かう列車ほとんどが出発する。
- 3番線、4番線はヒースロー空港、ノース・フィールズ駅に向かう列車が出発する。
  - 3番線はピカデリー線はおもに空港に向かう列車が発車する（遅延時にはノース・フィールズ駅行きも出発する）。
  - 4番線はピカデリー線はおもに次の駅どまりである列車が出発する（こちらも遅延時には空港行きなどが出発する）。

当駅はピカデリー線のみ走っているため、電車とホームの間の隙間は狭い。
駅西側からは次の駅であるノース・フィールズ駅が確認できる。当駅とノース・フィールズ駅とは直線距離で500mも離れていない。

## 駅の今日
昔、サウス・イーリング駅には、ピカデリー線のほかにディストリクト線も乗り入れていた。1964年にディストリクト線がハンズロー支線の運行を廃止する以前には、ピカデリー線とディストリクト線の双方の列車がボストン・マナー駅からハウンズロー・ウェスト駅までの駅で同じホームに発着していた。

## バス
ロンドンバスの路線は65が通っている。

## 隣の駅
ロンドン交通局
ロンドン地下鉄
■ピカデリー線
ヒースロー支線
アクトン・タウン駅 - サウス・イーリング駅 - ノース・フィールズ駅